# August Friedrich Wilhelm Franz von Zastrow
August Friedrich Wilhelm Franz von Zastrow (* 10. August 1749 in Neuruppin; † 18. Dezember 1833 in Berlin) war preußischer Generalmajor.

## Familie
August Friedrich Wilhelm Franz von Zastrow entstammte der Familie Zastrow.
Er war ein Sohn des Christian Wilhelm von Zastrow (1712–1758), Major und Kommandeur des Regiments Prinz Ferdinand und der Christiane Auguste von Boden († 17. Februar 1776), Tochter des preußischen Finanzministers August Friedrich von Boden (1682–1762).
Er war seit 1784 mit Wilhelmine Amalie von Beer aus dem Hause Stolzenhagen (1766–1832) vermählt.
Sein Bruder war General Wilhelm von Zastrow (1752–1830). Seine Schwester Frederike Wilhelmine Louise Sophie war mit dem Generalmajor Johann Adolph von Lützow verheiratet.

## Leben
Zastrows Laufbahn begann 1762 auf Ritterakademie Brandenburg, 1764 war er Fahnenjunker im Kürassier-Regiment No. 11, 1766 Kornett, sowie 1771 im Offiziersrang eines Leutnants.
Seit 1774 diente er als Inspektionsadjutant, zunächst bei General Krusemarck, dann bei General Prittwitz. 1778 war Zastrow Stabsrittmeister und nahm am Bayerischen Erbfolgekrieg teil. Im Jahre 1790 wurde er zum Major befördert und dimittierte erstmals 1793, um sich auf seinen Gut Hohenlandin zu begeben.
Schon 1804 jedoch wurde Zastrow als Assistent im 1. Departement für die Angelegenheiten der Kavallerie im Oberkriegskollegium wieder angestellt und noch selben Jahres zum Oberst befördert. 1806 dimittiert er erneut, dieses Mal im Rang eines Generalmajors.
1813 wirkte er noch als Kreisdivisionär des Landsturms im Landkreis Oberbarnim, sowie im Hauptquartier der Nordarmee bei Bernadotte. Im Jahre 1814 begab sich Zastrow endgültig in den Ruhestand.